# Strombidiidae
Ordre
Famille
Synonymes
- Cyrtostrombidiidae
- Pelagostrombidiidae

Les Strombidiidae, uniques représentants de l’ordre des Strombidiida, sont une famille de Ciliés de la classe des Oligotrichea, et de l’ordre des Strombidiida.

## Étymologie
Le nom de la famille vient du genre type Strombidium, dérivé du grec ancien στρομβοσ / strombos, « tourbillon ; toupie ; fuseau ; spirale », en référence à la forme de l'organisme.

## Description
Le genre type Strombidium a un corps de forme ovoïde allongé ou piriforme, dont la partie postérieure est à moitié enfermé dans un arrangement de type lorica (loge), formé de plaquettes hexagonales polysaccharidiques étroitement ajustées. La moitié antérieure du corps ne peut pas se rétracter dans la lorique. Dans la région apicale, il y a une légère protubérance autour de laquelle s'enroule l'AZM ouvert bien visible. 
Les cils somatiques sont absents. À l'intérieur, il existe une série de trichites obliques à fonction squelettique. 

## Distribution
La plupart des espèces du genre Strombidium sont marines, mais il existe quelques représentants d'eau douce.

## Liste des genres
Selon GBIF (7 octobre 2022) :
- Aciculoplites
- Apostrombidium Xu, Warren & Song, 2009
- Buehringa Busch, 1921
- Foissneridium Agatha, 2011
- Laboea Lohmann, 1908
- Limnostrombidium  Krainer, 1995
- Metastrombidium Fauré-Fremiet, 1923
- Novistrombidium Song & Bradbury, 1998
- Omegastrombidium Agatha, 2004
- Opisthostrombidium Agatha, 2011
- Parallelostrombidium Agatha, 2004
- Spirostrombidium Jankowski, 1978
- Strombidion Claparède & Lachmann, 1860
- Strombidium Claparède & Lachmann, 1859 genre type
  - Espèce type : Strombidium sulcatum Claparède & Lachmann, 1859
- Strombiformis da Costa, 1778, nom invalide (mollusque)
- Strombilidium Schewiakoff, 1892
- Tontonia Fauré-Fremiet, 1961
- Williophrya Liu, Yi, Warren, Al-Rasheid, Al-Farraj, Lin & Song, 2011

Selon Lynn (2010) :

Sont répertorié tous les noms de genres de Strombidiidés considérés comme valides par Aescht (2001) et Agatha (2004). Cependant, compte tenu des recherches récentes sur l'évolution moléculaire des Strombidiidés, il est très douteux que tous ces genres représentent des clades monophylétiques.
- Buehringa Busch, 1921 
  - Genre synonyme Strombidium
- Cyrtostrombidium Lynn & Gilron, 1993
- Echinostrombidium Jankowski, 1978
- Laboea Lohmann, 1908
- Limnostrombidium Krainer, 1995
- Lissostrombidium Jankowski, 1978
- Metastrombidium Fauré-Fremiet, 1924
- Novistrombidium Song & Bradbury, 1998
- Omegastrombidium Agatha, 2004
- Parallelostrombidium Agatha, 2004
- Pelagostrombidium Krainer, 1991
- Peristrombidium Jankowski, 1978
- Pseudostrombidium Horváth, 1933
- Seravinella Alekperov & Mamajeva, 1992
- Spirostrombidium Jankowski, 1978
- Strombidium Claparède & Lachmann, 1859 genre type
  - Espèce type : Strombidium sulcatum Claparède & Lachmann, 1859
- Thigmostrombidium Jankowski, 1978

## Systématique
Le nom valide de ce taxon est Strombidiidae Fauré-Fremiet, 1970.